# Jasnij
Jasnij (ruski: Ясный) je grad u Orenburškoj oblasti u Rusiji. Nalazi se 502 km jugoistočno od Orenburga, 24 km od državne granice s Kazahstanom. Prema popisu iz 2008. godine, grad je imao 16.663 stanovnika.
Jasnij je osnovan 1961. godine u svezi s pronalaskom azbesta u području te osnutkom tvornice "Orenburgasbest".

## Vanjske poveznice
- Službena stranica  Arhivirana inačica izvorne stranice od 30. prosinca 2021. (Wayback Machine)